# Alpagrostis
Alpagrostis es un género de plantas perennes de la familia de las poáceas o gramíneas.

## Distribución
El área de distribución nativa de este género se extiende desde Marruecos, hasta buena parte de Europa Occidental y la parte occidental de Europa Oriental.

## Taxonomía
El género fue descrito por Paul M. Peterson, Konstantín Romaschenko, Robert John Soreng y Steven Paul Sylvester y publicado en PhytoKeys 167: 70–71, en 2020.

#### Etimología
Alpagrostis: nombre genérico que se deriva de la combinación de dos palabras: Alpes, en alusión a la cordillera de los Alpes de Europa Central, y del nombre del género Agrostis.

## Especies
Comprende 4 especies y 3 subespecies aceptadas:
- Alpagrostis alpina (Scop.) P.M.Peterson, Romasch., Soreng y Sylvester, 2020
  - Alpagrostis alpina var. alpina
- Alpagrostis barceloi (L.Sáez y Rosselló) P.M.Peterson, Romasch., Soreng y Sylvester, 2020
- Alpagrostis schleicheri (Jord. y Verl.) P.M.Peterson, Romasch., Soreng y Sylvester, 2020
- Alpagrostis setacea (Poir.) P.M.Peterson, Romasch., Soreng y Sylvester, 2020
  - Alpagrostis setacea var. flava (Des Moul. y Durieu) P.M.Peterson, Romasch., Soreng y Sylvester, 2020
  - Alpagrostis setacea var. setacea